# Кушинг (тауншип, Миннесота)
Кушинг (англ. Cushing) — тауншип в округе Моррисон, Миннесота, США. На 2000 год его население составило 632 человека.

## География
По данным Бюро переписи населения США площадь тауншипа составляет 207,0 км², из которых 201,5 км² занимает суша, а 5,5 км² — вода (2,67 %).

## Демография
По данным переписи населения 2000 года здесь находились 632 человека, 214 домохозяйств и 170 семей.  Плотность населения —  3,1 чел./км².  На территории тауншипа расположено 299 построек со средней плотностью 1,5 построек на один квадратный километр. Расовый состав населения: 98,58 % белых, 1,11 % афроамериканцев, 0,16 % коренных американцев и 0,16 % азиатов.
Из 214 домохозяйств в 42,5 % воспитывались дети до 18 лет, в 73,4 % проживали супружеские пары, в 3,3 % проживали незамужние женщины и в 20,1 % домохозяйств проживали несемейные люди. 16,8 % домохозяйств состояли из одного человека, при том 5,1 % из — одиноких пожилых людей старше 65 лет. Средний размер домохозяйства — 2,95, а семьи — 3,31 человека.
32,9 % населения — младше 18 лет, 6,8 % — в возрасте от 18 до 24 лет, 26,6 % — от 25 до 44, 24,8 % — от 45 до 64, и 8,9 % — старше 65 лет. Средний возраст — 37 лет. На каждые 100 женщин приходилось 110,0 мужчин.  На каждые 100 женщин старше 18 приходилось 114,1 мужчин.
Средний годовой доход домохозяйства составлял 41 591 доллар, а средний годовой доход семьи —  46 250 долларов. Средний доход мужчин —  35 000  долларов, в то время как у женщин — 21 042. Доход на душу населения составил 16 470 долларов. За чертой бедности находились 7,2 % семей и 12,1 % всего населения тауншипа, из которых 15,9 % младше 18 и 3,4 % старше 65 лет.